# WTCC i Slovakien
FIA WTCC Race of Slovakia är den slovakiska deltävlingen av FIA:s världsmästerskap i standardvagnsracing, World Touring Car Championship. Tävlingen körs på Automotodróm Slovakia Ring från och med säsongen 2012. Slovakien var den sista tävlingen att komma in på kalendern, då den blev ersättare för Argentina som ströks för andra året i rad.

## Säsonger
| År   | Bana                       | Race | Segrare förare                | Segrare modell                      | Rapport               |
| ---- | -------------------------- | ---- | ----------------------------- | ----------------------------------- | --------------------- |
| 2012 | Automotodróm Slovakia Ring | 1 2  | Gabriele Tarquini Robert Huff | SEAT León WTCC Chevrolet Cruze 1.6T | WTCC i Slovakien 2012 |